# Municipio de Kirkland
El municipio de Kirkland (en inglés: Kirkland Township) es un municipio ubicado en el condado de Adams en el estado estadounidense de Indiana. En el año 2010 tenía una población de 929 habitantes y una densidad poblacional de 14,82 personas por km².

## Geografía
El municipio de Kirkland se encuentra ubicado en las coordenadas 40°47′15″N 85°2′1″O / 40.78750, -85.03361. Según la Oficina del Censo de los Estados Unidos, el municipio tiene una superficie total de 62.7 km², de la cual 62,7 km² corresponden a tierra firme y (0 %) 0 km² es agua.

## Demografía
Según el censo de 2010, había 929 personas residiendo en el municipio de Kirkland. La densidad de población era de 14,82 hab./km². De los 929 habitantes, el municipio de Kirkland estaba compuesto por el 98,17 % blancos, el 0,86 % eran de otras razas y el 0,97 % eran de una mezcla de razas. Del total de la población el 3,01 % eran hispanos o latinos de cualquier raza.